# Понил (Ивдельский муниципальный округ)
По́нил — посёлок в Свердловской области России, административно подчинённый городу Ивделю. Входит в Ивдельский муниципальный округ.
Ранее посёлок являлся административным центром Понильского сельсовета города Ивделя.

## Географическое положение
Посёлок Понил расположен в 73 километрах к юго-востоку от города Ивделя, в лесной местности, на левом берегу реки Лозьвы. Автомобильное сообщение с посёлком отсутствует, а водное сообщение осуществляется по Лозьве. В посёлке имеется пристань.

## Узкоколейная железная дорога
В советское время в посёлке находилась станция узкоколейной железной дороги Понил — Глубинный и Понил — Таёжный.

## Экономика
В посёлке работает Учреждение Н-240/9 ГУИН.

## Население
| 2002 | 2010 |
| ---- | ---- |
| 55   | ↘11  |